# Anna Aloisowna Leiman
Anna Aloisowna Leiman (russisch Анна Алоизовна Лейман; * 1912; † 1972) war eine sowjetische Architektin.

## Leben
Leiman studierte am Leningrader Ingenieurbau-Institut mit Abschluss 1936.
Vor und nach dem Deutsch-Sowjetischen Krieg arbeitete Leiman im Leningrader Bauprojektierungsinstitut Lenprojekt. Sie arbeitete viel bei der Projektierung eines Wohnrajons und im historischen Leningrader Rajon Awtowo unter der Leitung Andrei Andrejewitsch Ols. Mit Unterbrechung durch die Leningrader Blockade projektierte sie hauptsächlich in Leningrad große Wohngebäude. Auch sanierte sie öffentliche Gebäude. Zu den Koautoren ihrer Projekte gehörten W. F. Below, Walentin Alexandrowitsch Kamenski und Walentin Alexejewisch Matwejew.